# Centroacinární buňky

Ilustrace acinu s pankreatickým vývodem

Centroacinární buňky (CACs, centroacinar cells) jsou epiteliální buňky exokrinního pankreatického aparátu obratlovců. Běžně se vyskytují na proximálním konci pankreatických vývodů v lumen acinů.
Pro identifikaci centroacinárních buněk bylo na základě mnoha klíčových prací zformulováno několik základních charakteristik: výskyt na proximálním konci pankreatických vývodů, charakteristická morfologie, aktivní Notch signalizace, exprese diferenciačního regulátoru Sox9.
Jako jejich funkce je nejčastěji uváděno vylučování bikarbonátového iontu, kterým regulují pH na distálním konci pankreatických vývodů a zabraňují agregaci trávicích enzymů schopných narušit tkáně slinivky.  Současná literatura dále centroacinárním buňkám připisuje charakter progenitorových buněk, a tedy schopnost přispět pomocí diferenciace k regeneraci jiných pankreatických buněčných typů – konkrétně inzulin produkujících beta buněk.

## Výskyt
Se zvyšujícím se množstvím publikací zabývajících se histologií pankreatu vyšlo najevo, že množství a lokalizace centroacinárních buněk mohou být zvláště mezi savci a rybami proměnlivé.
Pro savce platí, že se centroacinární buňky vyskytují uvnitř acinů na zakončení exokrinních vývodů, kde tvoří pomyslný epiteliální límec. Jejich přítomnost ale není samozřejmostí. Vytvářejí se i aciny, které tyto buňky neobsahují.
S odchylkou se je možné setkat u dánia pruhovaného (Danio rerio), u kterého jsou centroacinární buňky nejen četnější, ale jejich výskyt zároveň není limitován na prostor acinů. Centroacinární buňky této ryby tvoří většinu epitelu intrapankreatických vývodů.

## Struktura
Centroacinární buňky se vyskytují ve dvou buněčných formách a jejich přechodech. V literatuře jsou popsány jako tmavé (dark cells) a světlé (light cells) buňky. Pojmenování bylo zvoleno na základě zbarvení cytoplazmy. Tmavé buňky jsou typicky menší a vykazují výrazné cytoplazmatické výběžky. Světlé buňky jsou naopak větší, s dobře viditelným hrubým endoplazmatickým retikulem.
Obecně jsou centroacinární buňky ve srovnání s buňkami acinů menší. Konkrétně se jejich průměr pohybuje okolo 10 µm.

## Funkce

### Regulace pH a iontového složení exokrinních pankreatických vývodů
Centroacinární buňky sehrávají významnou roli při neutralizaci kyselého obsahu distálního konce pankreatických vývodů v blízkosti vstupu do dvanáctníku. Zabraňují tak nechtěné agregaci trávicích enzymů ve slinivce. Jev je realizován vylučováním bikarbonátového iontu. Centroacinární buňky pro tento účel syntetizují cytosolický protein karboanhydrázu II (CAII).  
Mezi popsané membránové transportní proteiny v centroacinárních buňkách patří například akvaporiny (AQP1) a iontové kanály Clcn1 a CFTR.

### Mechanická regulace aktivity acinárních buněk
Tmavé buňky (dark cells) jsou druhem centroacinárních buněk. Charakteristické jsou pro ně mimo jiné výrazné cytoplazmatické výběžky, kterými pokrývají okolní buňky, zejména buňky acinární (serózní), produkující zymogen. Aciny, které obsahují centroacinární buňky, vykazují sníženou produkci zymogenu, ale naopak zvýšenou tvorbu autofagických vakuol. Tento jev se dává do souvislosti právě s překryvy acinárních buněk výběžky buněk centroacinárních coby mechanickými regulátory sekrece.

### Centroacinární buňky v roli progenitorových buněk
Centroacinární buňky jsou u dospělých jedinců savců i ryb schopné aktivně interagovat v Notch signalizaci, která je během ontogeneze typická pro řadu diferencujících se buněk. Dále v nich probíhá exprese genu Sox9, který slouží jako regulátor buněčné diferenciace.
Během studie na modelovém organismu, která je popsána v následujícím odstavci, byla mimo jiné potvrzena i exprese vývojových regulátorů Nkx6.1 a Nkx2.2a, přetrvávající až do dospělosti.
Studie provedená na dániu pruhovaném prokázala, že centroacinární buňky jsou schopné fungovat jako progenitorové buňky, opustit svou stávající niku a diferencovat v jiný buněčný typ. Centroacinární buňky dánií byly po deseti dnech od téměř absolutní ablace beta buněk (99,7% ablace naměřená třetího dne) schopny přispět až 43 % z celkového počtu nově vzniklých inzulin produkujících buněk. Zda takové chování vykazují i savčí centroacinární buňky, je stále diskutované a poměrně problematické téma.

## Kontext cystické fibrózy
Jedním z proteinů, kterými centroacinární buňky ovlivňují iontové složení vývodového prostoru, je chloridový kanál CFTR (Cystic Fibrosis Transmembrane Regulator). Mutace v genu CFTR často vedou ke vzniku cystické fibrózy, která postihuje především epitely trávicí a dýchací soustavy. Nefunkčnost genu CFTR ve slinivce může vést k blokaci vývodů. Některé studie uvádí, že až 85 % osob trpících cystickou fibrózou zároveň trpí exokrinní pankreatickou nedostatečností (EPI, exocrine pancreatic insufficiency).